# RAS病
RAS病（ラスびょう、英語: RASopathy ラスオパシー）は、遺伝子中の生殖細胞系列のある変異によって引き起こされる発生学的症候群である。
その変異とはシグナル伝達を制御するRasサブファミリー、MAPキナーゼを変化させるものである。RAS病は以下を含む:
- 毛細血管奇形-動静脈奇形症候群
- 自己免疫リンパ増殖症候群（英語版）
- 心臓・顔・皮膚症候群
- 遺伝性歯肉線維腫症1型
- 神経線維腫症1型
- ヌーナン症候群
- コステロ症候群（英語版）(ヌーナン症候群様)[1]
- レジウス症候群（英語版）(ヌーナン症候群様)
- LEOPARD症候群(ヌーナン症候群様)